# Xorides xanthisma
Xorides xanthisma är en stekelart som beskrevs av Porter 1975. Xorides xanthisma ingår i släktet Xorides och familjen brokparasitsteklar. Inga underarter finns listade i Catalogue of Life.